# Lijst van burgemeesters van Heeze
Dit is een lijst van burgemeesters van de voormalige Nederlandse gemeente Heeze tot die gemeente op 1 januari 1997 opging in de gemeente Heeze-Leende.
| Ambtsperiode | Naam burgemeester       | Partij of stroming | Bijzonderheden      |
| ------------ | ----------------------- | ------------------ | ------------------- |
| 1821 - 1855  | Adriaan Jan Deelen      |                    | schout/burgemeester |
| 1855 - 1889  | Adrianus Andreas Deelen |                    |                     |
| 1890 - 1926  | P.A. Strijbosch         |                    |                     |
| 1926 - 1938  | W.A.J. Michels          |                    |                     |
| 1938 - 1944  | Jhr.mr. Th.W. Serraris  |                    |                     |
| 1944 - 1963  | Michaël Henricus Cox    | KVP                | tot 1946 waarnemend |
| 1964 - 1976  | Toon (A.M.C.M.) van Agt | KVP/CDA            |                     |
| 1976 - 1997  | Henk (H.E.) Bosman      | VVD                |                     |